# Де-Леон-Спрингс (Флорида)
Де-Леон-Спрингс (англ. De Leon Springs) — статистически обособленная местность, расположенная в округе Волуша (штат Флорида, США) с населением в 2358 человек по статистическим данным переписи 2000 года.

## География
По данным Бюро переписи населения США статистически обособленная местность Де-Леон-Спрингс имеет общую площадь в 6,73 квадратных километров, водных ресурсов в черте населённого пункта не имеется.
Статистически обособленная местность Де-Леон-Спрингс расположена на высоте 15 м над уровнем моря.

## Демография
По данным переписи населения 2000 года в Де-Леон-Спрингс проживало 2358 человек, 569 семей, насчитывалось 727 домашних хозяйств и 765 жилых домов. Средняя плотность населения составляла около 350,37 человек на один квадратный километр. Расовый состав населённого пункта распределился следующим образом: 66,67 % белых, 6,87 % — чёрных или афроамериканцев, 0,25 % — коренных американцев, 0,30 % — азиатов, 2,50 % — представителей смешанных рас, 23,41 % — других народностей. Испаноговорящие составили 38,08 % от всех жителей статистически обособленной местности.
Из 727 домашних хозяйств в 39,5 % воспитывали детей в возрасте до 18 лет, 57,1 % представляли собой совместно проживающие супружеские пары, в 15,3 % семей женщины проживали без мужей, 21,7 % не имели семей. 16,5 % от общего числа семей на момент переписи жили самостоятельно, при этом 8,8 % составили одинокие пожилые люди в возрасте 65 лет и старше. Средний размер домашнего хозяйства составил 3,24 человек, а средний размер семьи — 3,59 человек.
Население статистически обособленной местности по возрастному диапазону по данным переписи 2000 года распределилось следующим образом: 31,5 % — жители младше 18 лет, 10,4 % — между 18 и 24 годами, 27,6 % — от 25 до 44 лет, 18,2 % — от 45 до 64 лет и 12,4 % — в возрасте 65 лет и старше. Средний возраст жителей составил 31 год. На каждые 100 женщин в Де-Леон-Спрингс приходилось 101,0 мужчин, при этом на каждые сто женщин 18 лет и старше приходилось 97,8 мужчин также старше 18 лет.
Средний доход на одно домашнее хозяйство статистически обособленной местности составил 27 422 доллара США, а средний доход на одну семью — 34 643 доллара. При этом мужчины имели средний доход в 25 424 доллара США в год против 15 547 долларов среднегодового дохода у женщин. Доход на душу населения статистически обособленной местности составил 27 422 доллара в год. 14,5 % от всего числа семей в населённом пункте и 17,2 % от всей численности населения находилось на момент переписи населения за чертой бедности, при этом 26,1 % из них были моложе 18 лет и 5,9 % — в возрасте 65 лет и старше.